# Hyalaethea decipiens
Hyalaethea decipiens är en fjärilsart som beskrevs av Rothschild 1910. Hyalaethea decipiens ingår i släktet Hyalaethea och familjen björnspinnare. Inga underarter finns listade i Catalogue of Life.